# Колозимо, Саймон
Саймон Колозимо (англ. Simon Colosimo; 8 января 1979, Мельбурн, Австралия) — австралийский футболист, защитник итальянского происхождения. Известен по выступлениям за клубы «Перт Глори», «Мельбурн Сити», «Сидней» и сборную Австралии. Участник Олимпийских игр 2000 года.

## Клубная карьера
Колозимо начал профессиональную карьеру выступая за клуб «Карлтон». После удачного сезона интерес к нему проявляли немецкая «Бавария» и греческий «Панатинаикос», но во время товарищеского матча сборной Австралии против английского «Манчестер Юнайтед» в столкновении с Энди Коулом, последний нанёс Саймону серьёзную травму колена. В результате после нескольких сложных операций и длительной реабилитации Колозимо смог вернуться на поле только в через полгода. В 2000 году он сезон отыграл за «Саут Мельбурн», после чего решил покинуть Австралию и принял приглашение «Манчестер Сити». Саймон не смог выиграть адаптироваться в Европе и двух неудачных сезонов проведённых в Англии и бельгийском «Антверпене» он вернулся на родину. Его новой командой стал «Перт Глори», которому Колозимо помог выиграть Национальную лигу. Следующий сезон он провёл в «Парраматта Пауэр», а затем уехал в малайзийский «Паханг», с которым выиграл местную Суперлигу.
В 2005 году Саймон вернулся в «Перт Глори», заключив соглашение на три года. В 2007 году он съездил с краткосрочную командировку в Турцию, на правах аренды выступая за «Сивасспор». После возвращения Колозимо был выбран капитаном команды.
В 2008 году его контракт с «Глори» закончился Саймон на правах свободного агента перешёл в «Сидней». Он подписал контракт сроком на два года и помог команде в 2010 году выиграть А-Лигу. После окончания соглашения Колозимо перешёл в «Мельбурн Сити». 5 августа в матче против «Сентрал Кост Маринерс» он дебютировал за новый клуб. 17 декабря в поединке против «Аделаида Юнайтед» Саймон забил свой первый гол за «Сити». В 2013 году Колозимо поехал на заработки в индийский «Демпо». 22 сентября в матче против «Шиллонг Лайонг» он дебютировал в I-Лиге. В 2014 году Самйон вернулся на родину, где завершил карьеру в клубе «Гоулберн Уоллей Санс».

## Международная карьера
В 1999 году Саймон выступал на молодёжном чемпионате мира в Нигерии.
В 2000 году Колозимо принял участие в домашних Олимпийских играх. На турнире он сыграл в матчах против команд Италии, Нигерии и Гондураса.
11 апреля 2001 году в матче отборочного турнира чемпионата мира 2002 против сборной Американского Самоа Саймон сделал дубль, забив свои первые голы за национальную команду. В 2005 году он принял участие в Кубке конфедераций. На турнире он сыграл в матче против команды Туниса.
В 2000 и 2004 годах Колозимо выигрывал Кубок наций ОФК.

### Голы за сборную Австралии
| #   | Дата           | Место                               | Противник          | Счёт | Результат | Соревнование                     |
| --- | -------------- | ----------------------------------- | ------------------ | ---- | --------- | -------------------------------- |
| 01. | 11 апреля 2001 | Кофс-Харбор, Кофс-Харбор, Австралия | Американское Самоа | 18:0 | 31:0      | Чемпионат мира 2002 квалификация |
| 02. | 11 апреля 2001 | Кофс-Харбор, Кофс-Харбор, Австралия | Американское Самоа | 27:0 | 31:0      | Чемпионат мира 2002 квалификация |
| 03. | 9 июня 2005    | Крейвен Коттедж, Лондон, Англия     | Новая Зеландия     | 1:0  | 1:0       | Товарищеский матч                |

## Личная жизнь
Итальянского происхождения, женат также на итальянке Бьянке, от которой имеет двоих детей. До десятого класса посещал колледж Святой Моники в Эппинге, затем поступил на стипендиальную программу в Австралийский институт спорта в Канберре. Его младший брат Антони выступал на молодёжном уровне за «Мельбурн Найтс» и «Буллин Лайонс».

## Достижения
Командные
 «Перт Глори»
- Национальная футбольная лига — 2002/2003

 «Паханг»
- Чемпионат Малайзии по футболу — 2004

 «Сидней»
- Чемпионат Австралии по футболу — 2009/2010

Международные
 Австралия
- Кубок конфедераций — 2001